# تیفون

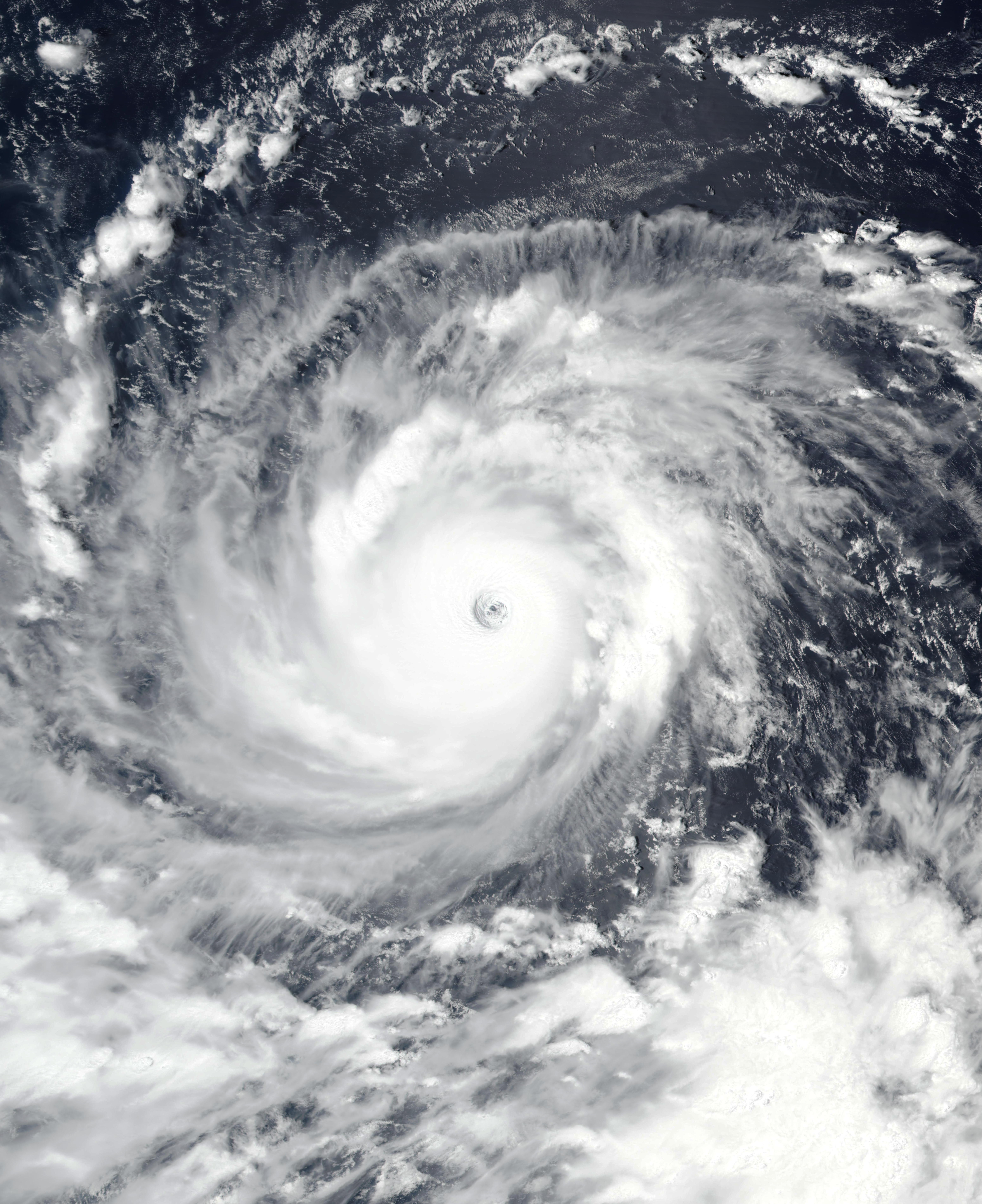
تصویر ماهواره‌ای از یک تیفون (تیفون منگهوت).

تیفون (انگلیسی: Typhoon) نوعی چرخند حاره‌ای بالغ است که بین نصف‌النهار ۱۸۰ درجه و نصف‌النهار ۱۰۰ درجه شرقی در نیم‌کره شمالی تشکیل می‌شود. این منطقه به‌ نام حوضه آرام شمال غربی و فعال‌ترین حوضه چرخندزایی بر روی کره زمین است که تقریباً یک سوم توفندهای سالانه جهان را تشکیل می‌دهد. برای اهداف سازمانی، اقیانوس آرام به سه منطقه تقسیم شده است: بخش شرقی (آمریکای شمالی تا نصف‌النهار ۱۴۰ درجه غربی)، بخش غربی (نصف‌النهار ۱۴۰ درجه غربی تا ۱۸۰ درجه) و بخش شرقی (نصف‌النهار ۱۸۰ درجه تا ۱۰۰ درجه شرقی). مرکز هواشناسی تخصصی منطقه‌ای (RSMC) برای پیش‌بینی توفندها در ژاپن مستقر است و با دیگر مراکز هشدار توفند در شمال غربی اقیانوس آرام در هاوایی، فیلیپین و هنگ‌کنگ کار پیش‌بینی و هشدار را انجام می‌دهد.
اگرچه RSMC هر هر توفند را نام‌گذاری می‌کند، ولی فهرست نام اصلی بین ۱۸ کشوری هماهنگ شده است که هر سال مناطقی از آن‌ها در معرض خطر تیفون قرار دارد.

## واژه‌شناسی
تیفون یک نام منطقه‌ای است که در شمال غربی اقیانوس آرام برای یک چرخند حاره‌ای شدید (یا بالغ) به‌کار می‌رود. در حالی که توفند (hurricane) یک اصطلاح منطقه‌ای در شمال شرقی اقیانوس آرام و شمال اقیانوس اطلس است.
در جاهای دیگر به این پدیده، چرخند حاره‌ای، طوفان شدید حاره‌ای، یا طوفان چرخندی شدید می‌گویند.
کاربرد واژه فرانسوی typhon به‌معنای گردباد یا طوفان از سال ۱۵۰۴ تأیید شده است.
به نقل از فرهنگ انگلیسی آکسفورد، واژه‌های هندوستانی ṭūfān و چینی tai fung باعث پیدایش چندین شکل اولیه در زبان انگلیسی شده است. اولین شکل‌ها در زبان انگلیسی، "touffon" و سپس "tufan"و "tuffon" طبق استنادها، در اوایل ۱۵۸۸ از ṭūfān در زبان هندوستانی گرفته شده است. از ۱۶۹۹ واژه‌های "tuffoon" و "tiffoon" ظاهر می‌شود که برگرفته از زبان چینی است و املای آن تحت تأثیر اشکال قدیمی‌تر مشتق شده از زبان هندوستانی است. املای مدرن "تایفون" به سال ۱۸۲۰ برمی گردد که قبل از آن "تای-فان" در سال ۱۷۷۱ و "تی فونگ" که همگی از تای فانگ چینی مشتق شده‌اند.
واژه ṭūfān در زبان هندوستانی نیز از توفان/طوفان در زبان فارسی گرفته‌شده که از فعل توفیدن/طوفیدن به‌معنای غرش کردن یا با عصبانیت دمیدن می‌آید. واژه طوفان در زبان عربی نیز به‌معنای دور زدن است.
واژه Τυφῶν یا (Typhôn) در یونانی باستان نیز با این مفهوم مرتبط است و واژه را دچار تغییر ثانویه کرده است. ممکن است اصطلاح فارسی در اصل متأثر از واژه یونانی باشد.

## ویژگی‌ها
در بیشتر مناطق شمال‌غربی اقیانوس آرام، هیچ فصل مشخصی برای تیفون وجود ندارد زیرا طوفان‌های حاره‌ای در تمام طول سال شکل می‌گیرند. مانند هر چرخند حاره‌ای دیگر، چندین الزام اصلی برای تشکیل و توسعه تیفون وجود دارد: ۱) گرمای کافی دمای سطح دریا، ۲) ناپایداری جوی، ۳) رطوبت بالا در سطوح پایین تا متوسط تروپوسفر، ۴) اثر کوریولیس کافی برای گسترش مرکز کم‌فشار، ۵) تمرکز یا اختلال از پیش موجود در سطح پایین و ۶) چینش باد عمودی کم.
اگرچه اکثر طوفان‌ها بین ژوئن و نوامبر شکل می‌گیرند، ولی ممکن است چند طوفان بین دسامبر و مه نیز رخ دهد، اگرچه تشکیل چرخندهای حاره‌ای در آن زمان به حداقل می‌رسد. به‌طور متوسط، شمال غربی اقیانوس آرام دارای بیشترین و شدیدترین چرخندهای حاره‌ای در سطح جهان است. مانند دیگر حوضه‌ها، این چرخندها آنها توسط پشته‌های نیمه‌حاره‌ای، با برخی از سیستم‌ها در نزدیکی و شرق ژاپن، به سمت غرب یا شمال غربی هدایت می‌شوند. فیلیپین بیشترین ریزش‌ها را دریافت می‌کند، در حالی‌که چین و ژاپن کمتر تحت تأثیر قرار می‌گیرند. با این‌حال، برخی از مرگ‌بارترین تیفون‌های تاریخ، چین را درنوردیده اند. جنوب چین، برپایه نمونه اسناد هزار ساله موجود در آرشیو خود، طولانی‌ترین سابقه تاثیرپذیری از تیفون را در منطقه دارد. تایوان مرطوب‌ترین تیفون شناخته‌شده در حوضه‌های چرخند حاره‌ای در شمال غربی اقیانوس آرام را دریافت کرده است. در ویتنام، فصل تیفون از ابتدای ژوئن تا پایان نوامبر ادامه دارد. در ویتنام، تیفون‌ها با میانگین ۴ تا ۶ تیفون سالانه، این کشور را درنوردیده‌اند.